# Ruden
Pour les articles homonymes, voir Ruden (homonymie).
Ruden est une île allemande en Mecklembourg-Poméranie-Occidentale.
L’île fut utilisée au XVIIe siècle par les Danois et les Suédois comme station de douane.
Pendant la Seconde Guerre mondiale, une tour de contrôle aérien y fut édifiée par la Wehrmacht.
Aujourd’hui l’île est une réserve naturelle.